# Elatostema maraiparaiense
Elatostema maraiparaiense är en nässelväxtart som beskrevs av R.S.Beaman och Cellin.. Elatostema maraiparaiense ingår i släktet Elatostema och familjen nässelväxter. Inga underarter finns listade i Catalogue of Life.